# Gueorgui Firtitch
Guéorgui Ivanovitch Firtitch (russe : Георгий Иванович Фиртич, en anglais Firtich ; Pskov, 20 octobre 1938 – Saint-Pétersbourg, 27 janvier 2016) est un compositeur soviétique et russe, pianiste de jazz, professeur à l'Université Herzen. Il est aussi artiste honoré de la fédération de Russie.

## Carrière
Guéorgui Firtitch est diplômé de l'école de musique Rimski-Korsakov en classe de composition et en 1962 du Conservatoire de Léningrad, dans la classe de Youri Balkachine et Boris Arapov.
Pendant ses études, il commence à se produire comme pianiste en jouant les classiques et ses propres compositions et à l'école en tant qu'artiste de jazz. Il commence à écrire pour le cinéma — domaine où il travaille pour quarante-et-un films pendant près de quarante ans. En 1962, il rejoint l'Union des compositeurs soviétiques. À partir de 1994, il dirige l'ACM (Association pour la musique contemporaine) et l'Union des compositeurs de Saint-Pétersbourg. Il est mort le 27 janvier 2016 à Saint-Pétersbourg.

## Œuvres (sélection)
- « Bath », opéra basé sur la pièce de V. Mayakovsky. Livret de A. Potchikovski (1971)
- Concerto pour deux pianos (1997)
- « Résonances », symphonie pour orchestre de chambre (2000)
- « Pskov », symphonie (2001)
- « Le vent solaire », symphonie (2002)
- Quatuor à cordes (2003)
- Concerto pour violon et orchestre (2006)
- Dix sonates pour piano (1960–1996)
- Quatre sonates pour violon et piano (1976, 1989, 1990, 2000)
- Fantaisie-sonates pour alto et piano (1986).

Il a écrit de la musique pour des pièces de théâtre.